# Hortensiengewächse
Die Hortensiengewächse (Hydrangeaceae) sind eine Pflanzenfamilie in der Ordnung der Hartriegelartigen (Cornales). Die etwa 17 Gattungen mit etwa 240 Arten gedeihen zumeist in den gemäßigten Gebieten bis in die Subtropen. Die Sorten einiger Arten der Gattungen Carpenteria, Deutzia, Hydrangea und Philadelphus sind Zierpflanzen. Am bekanntesten ist wohl die Gartenhortensie (Hydrangea macrophylla).

## Beschreibung

### Erscheinungsbild und Blätter
Die Arten der Hortensiengewächse sind immergrüne oder laubabwerfende Sträucher, Lianen, Halbsträucher oder selten ausdauernde krautige Pflanzen, die aus einem verholzten Rhizom wachsen. Die Sprossachsen sind selbständig aufrecht bis aufsteigend, manchmal kletternd oder überhängend. Verholzende Arten weisen eine in Streifen oder Blättern sich abschälende Rinde auf.

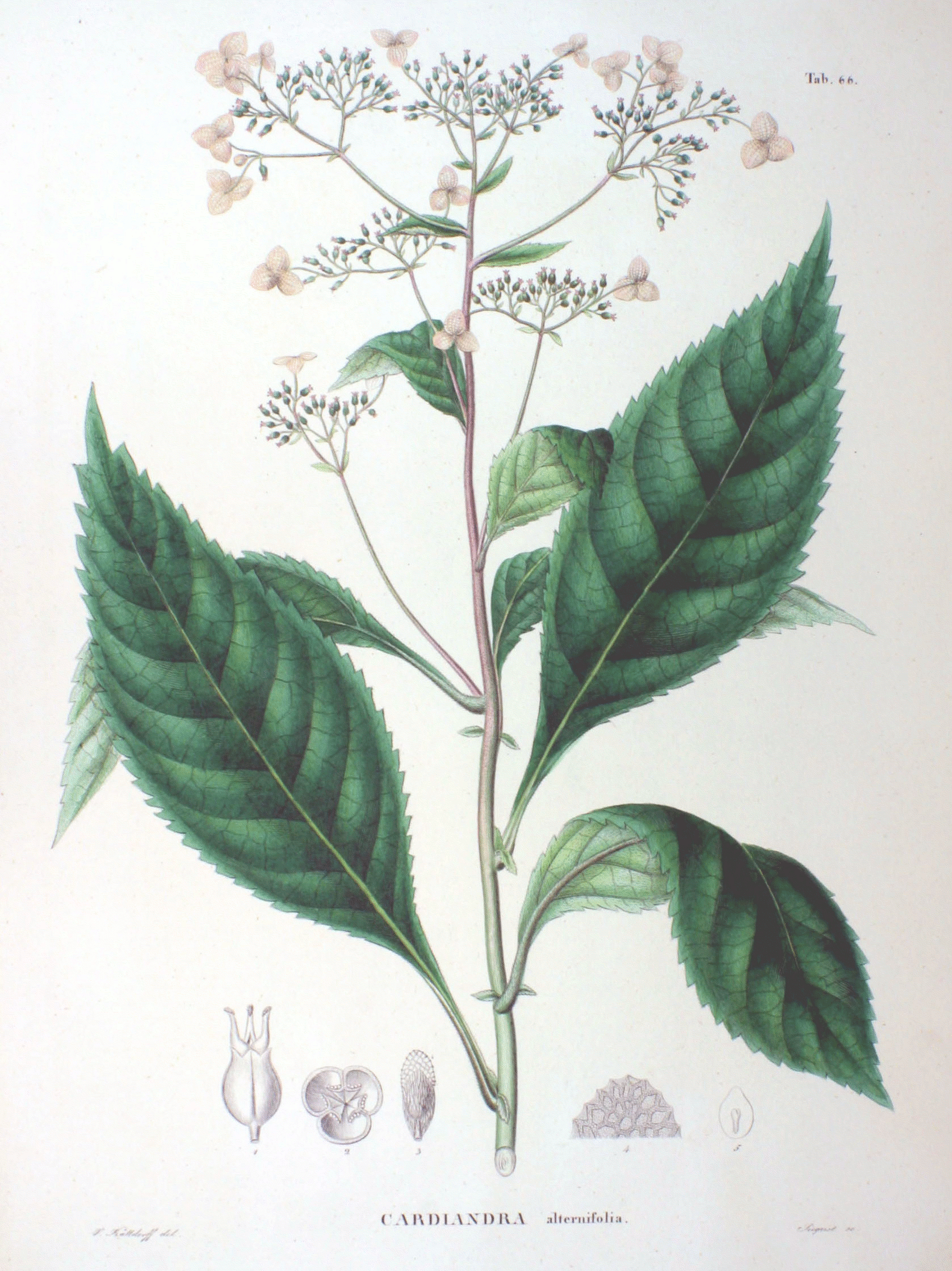
Illustration von Cardiandra alternifolia aus Philipp Franz von Siebold und Joseph Gerhard Zuccarini: Flora Japonica, Tafelband

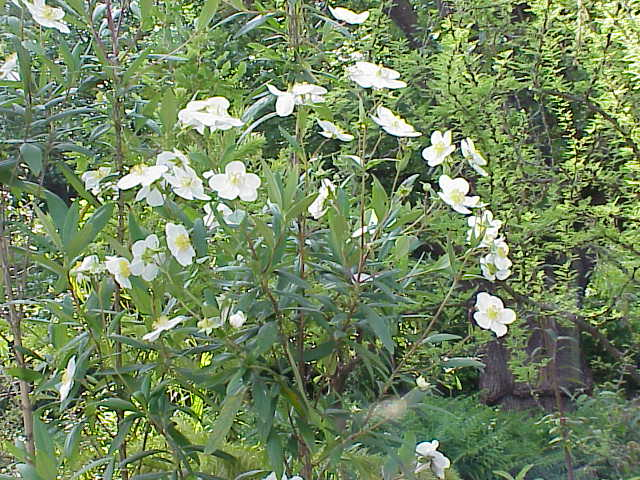
Unterfamilie Hydrangeoideae Tribus Philadelpheae: Habitus und Blüten mit vielen Staubblättern von Carpenteria californica

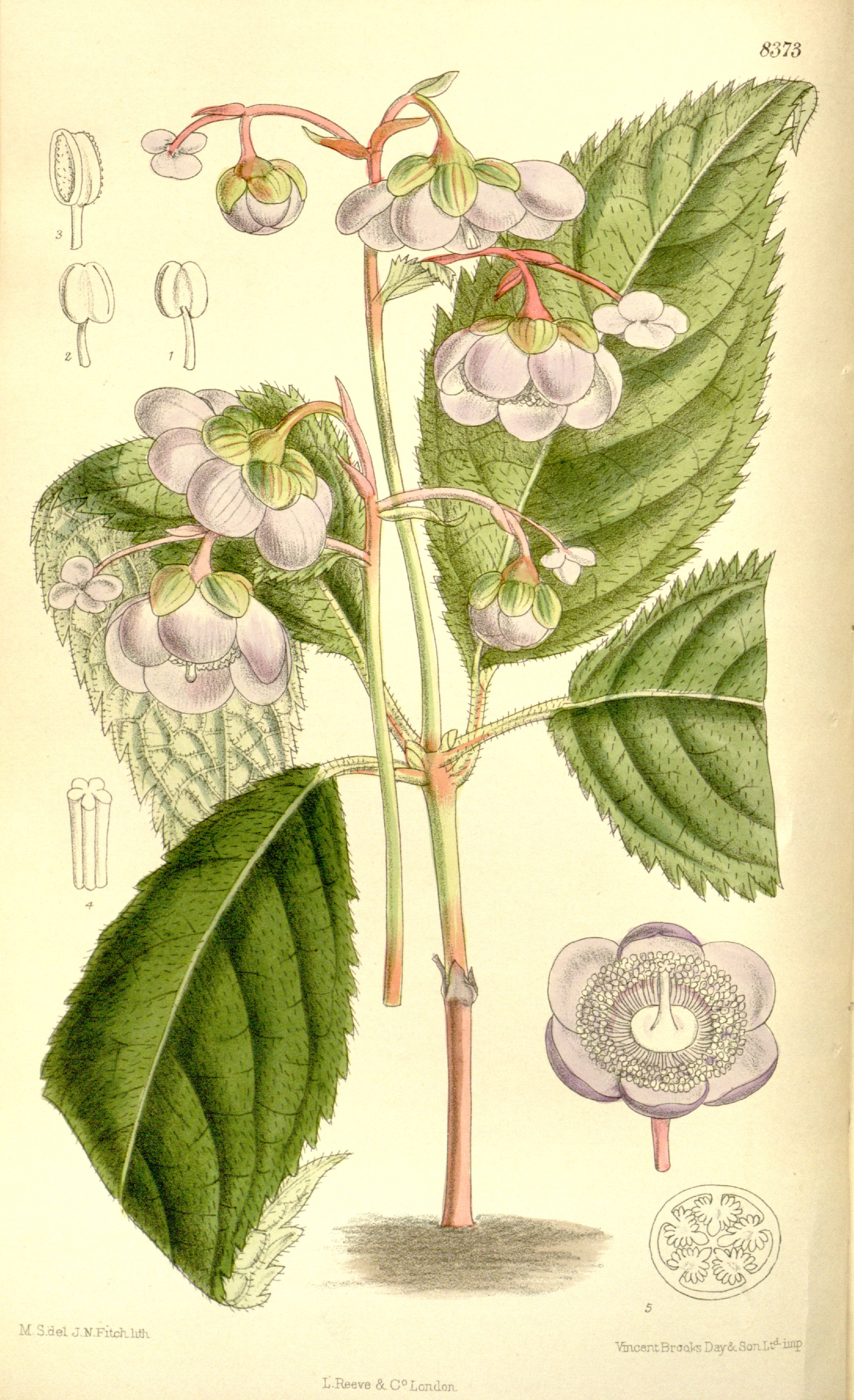
Illustration von Deinanthe caerulea aus Curtis's Botanical Magazine, London., Volume 137 (= Series 4, Volume 7, Tafel 8373)

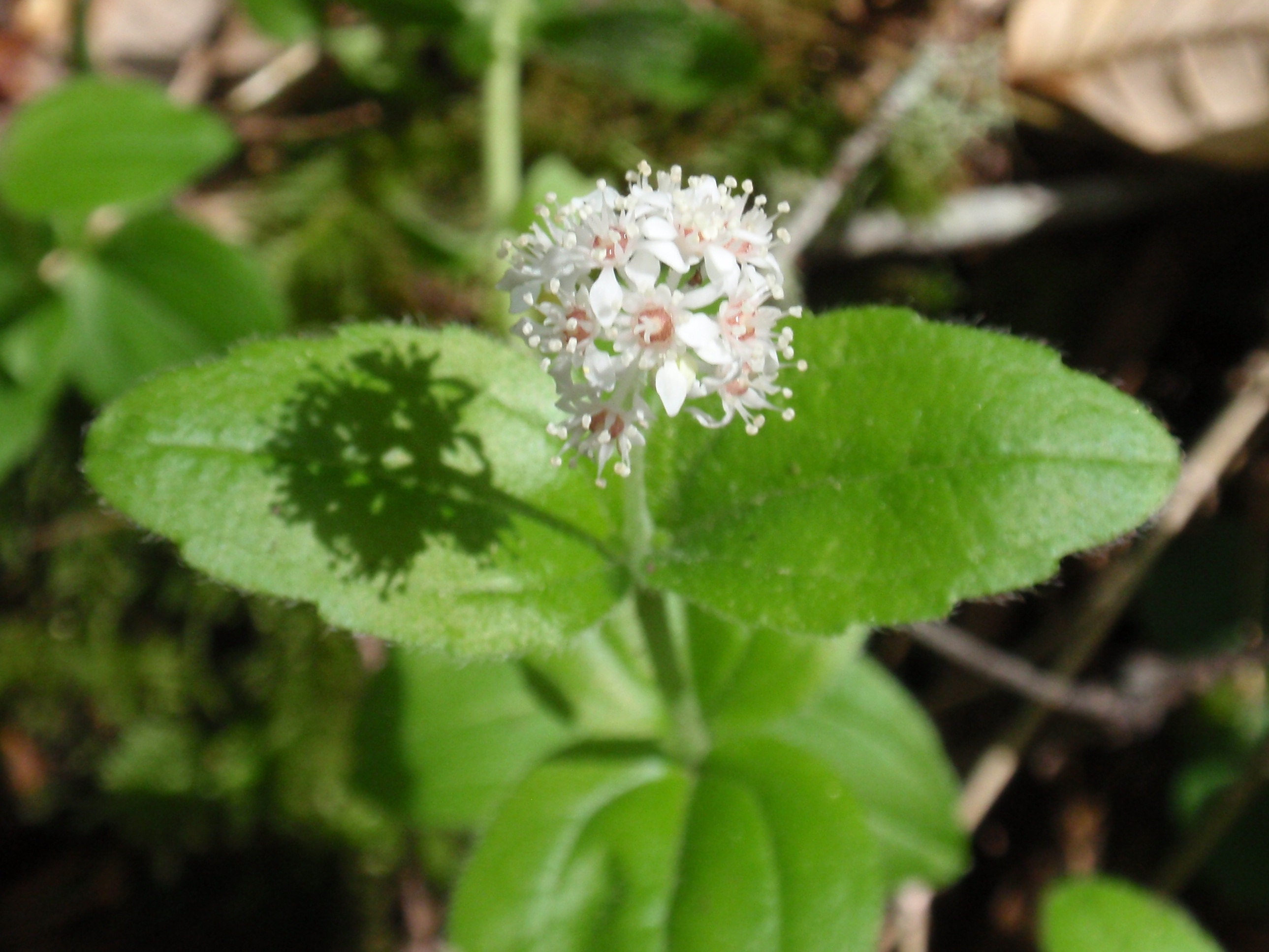
Unterfamilie Hydrangeoideae Tribus Philadelpheae: Gegenständige Laubblätter und Blütenstand von Whipplea modesta

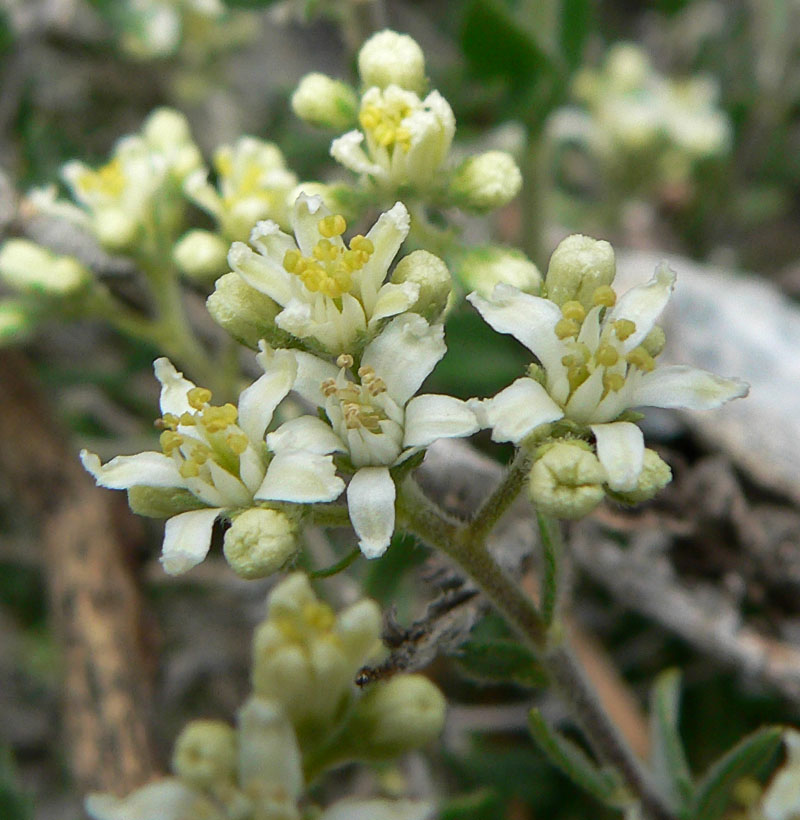
Unterfamilie Hydrangeoideae Tribus Philadelpheae: Blütenstand mit Blüten im Detail von Fendlerella utahensis

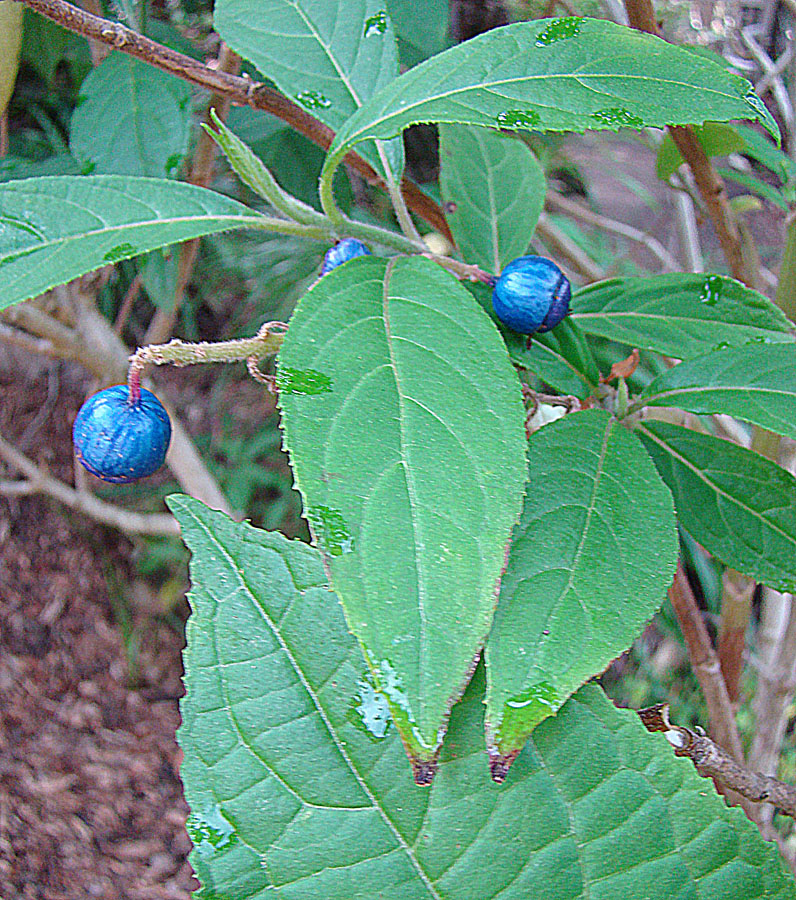
Unterfamilie Hydrangeoideae Tribus Hydrangeae: Gegenständige Laubblätter und Früchte von Dichroa febrifuga

Die fast immer gegen-, selten wechselständig oder wirtelig angeordneten Laubblätter sind auffällig bis kaum erkennbar gestielt. Die einfache Blattspreite besitzt selten einen gelappten, oft einen glatten, gezähnten oder gesägten Blattrand. Die Blattnervatur ist meist fiedernervig, aber bei Fendlera, Fendlerella, Philadelphus und Whipplea ist sie acrodrom (= die Seitennerven verlaufen eine Weile parallel zum Blattrand und dann in Richtung Blattspitze). Nebenblätter fehlen.

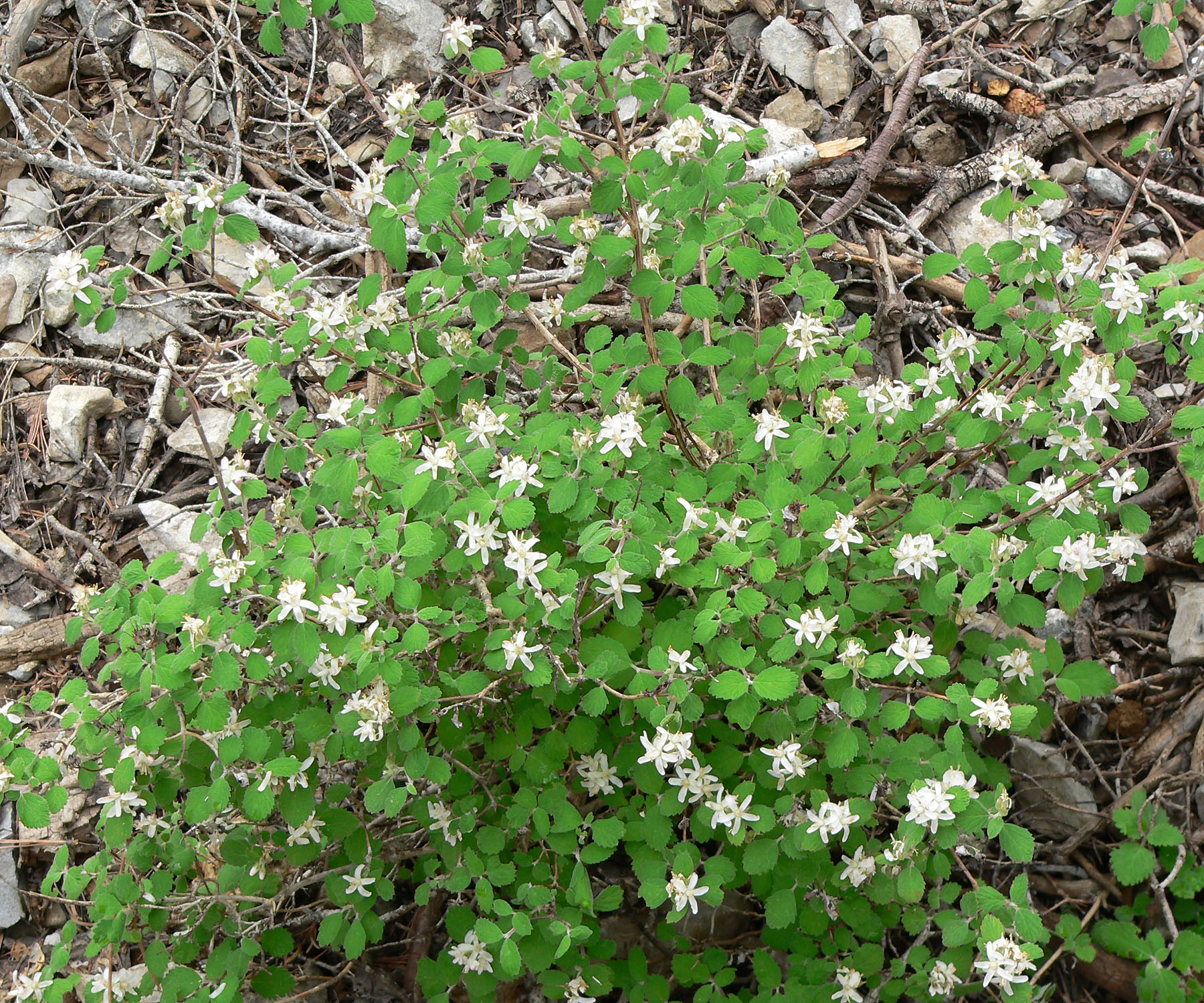
Unterfamilie Jamesioideae: Habitus, gegenständige Laubblätter und Blütenstände von Jamesia americana

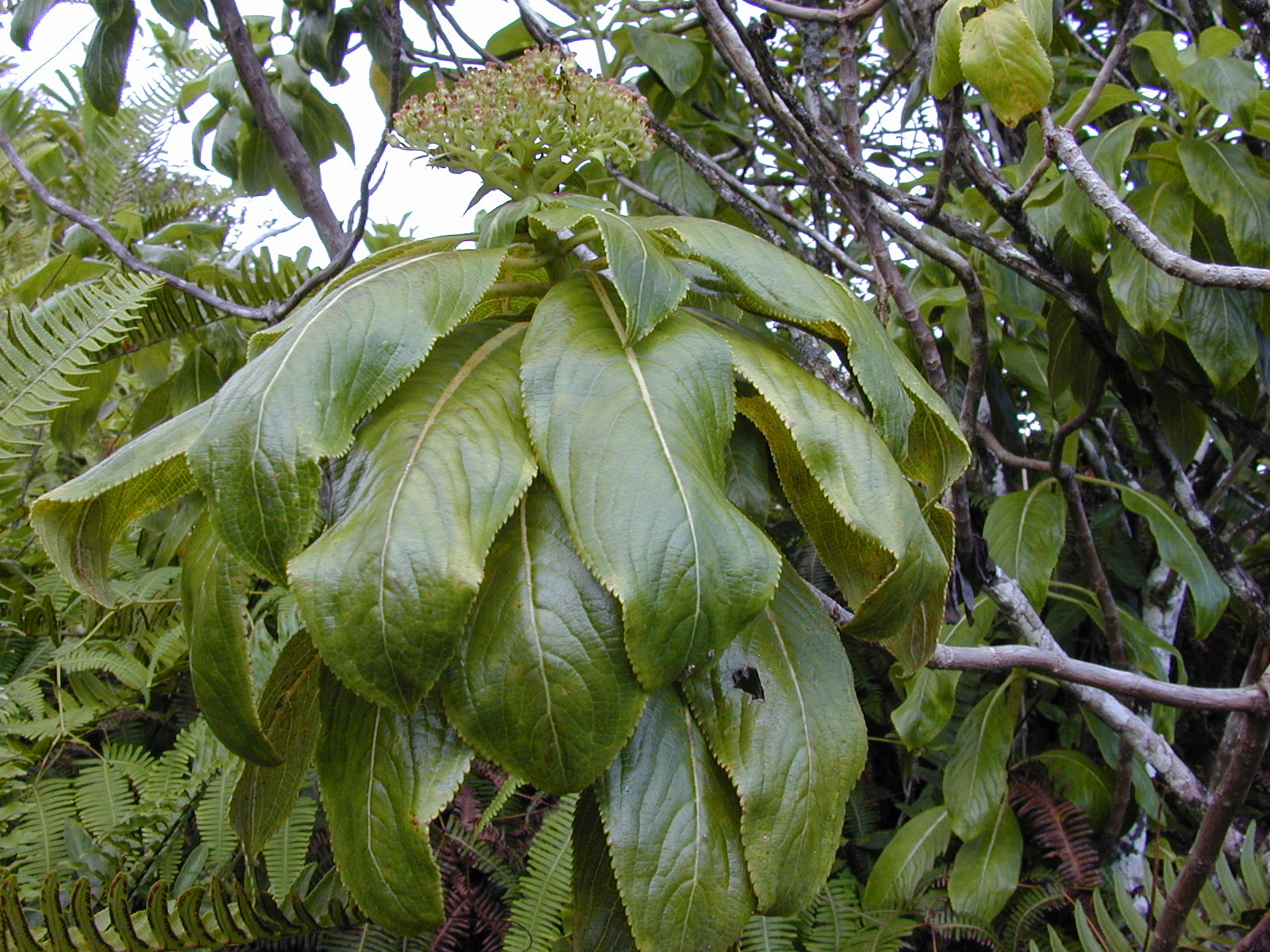
Unterfamilie Hydrangeoideae Tribus Hydrangeae: Habitus, Laubblätter und Blütenstand von Broussaisia arguta

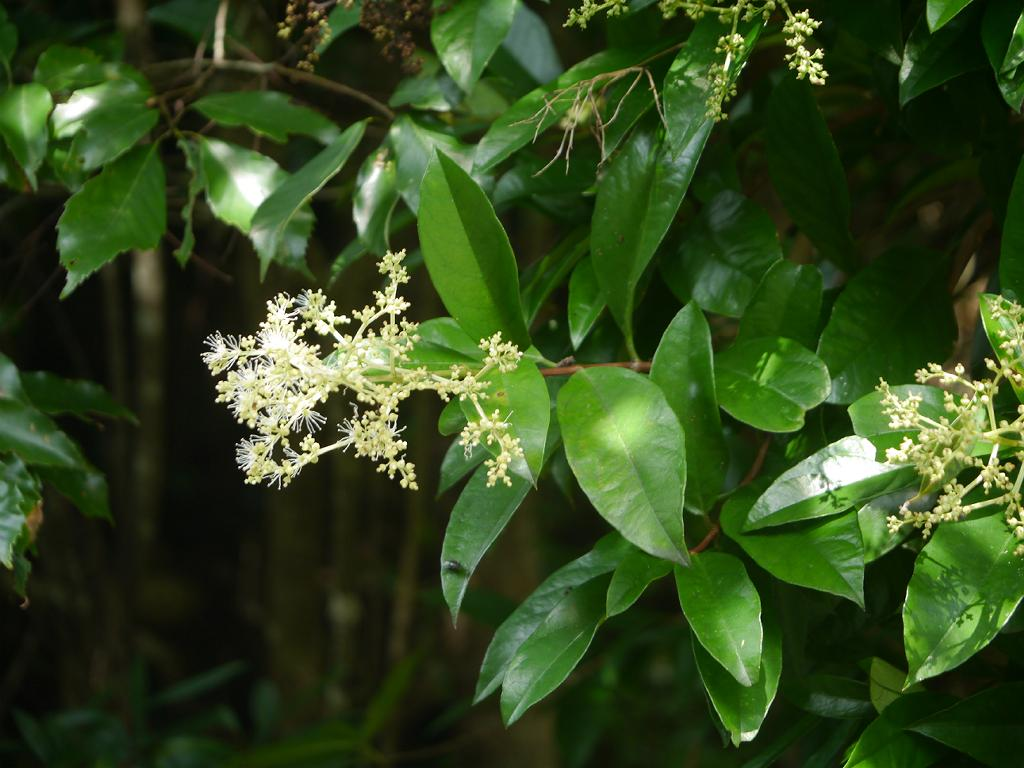
Unterfamilie Hydrangeoideae Tribus Hydrangeae: Blütenstände von Pileotegia viburnoides

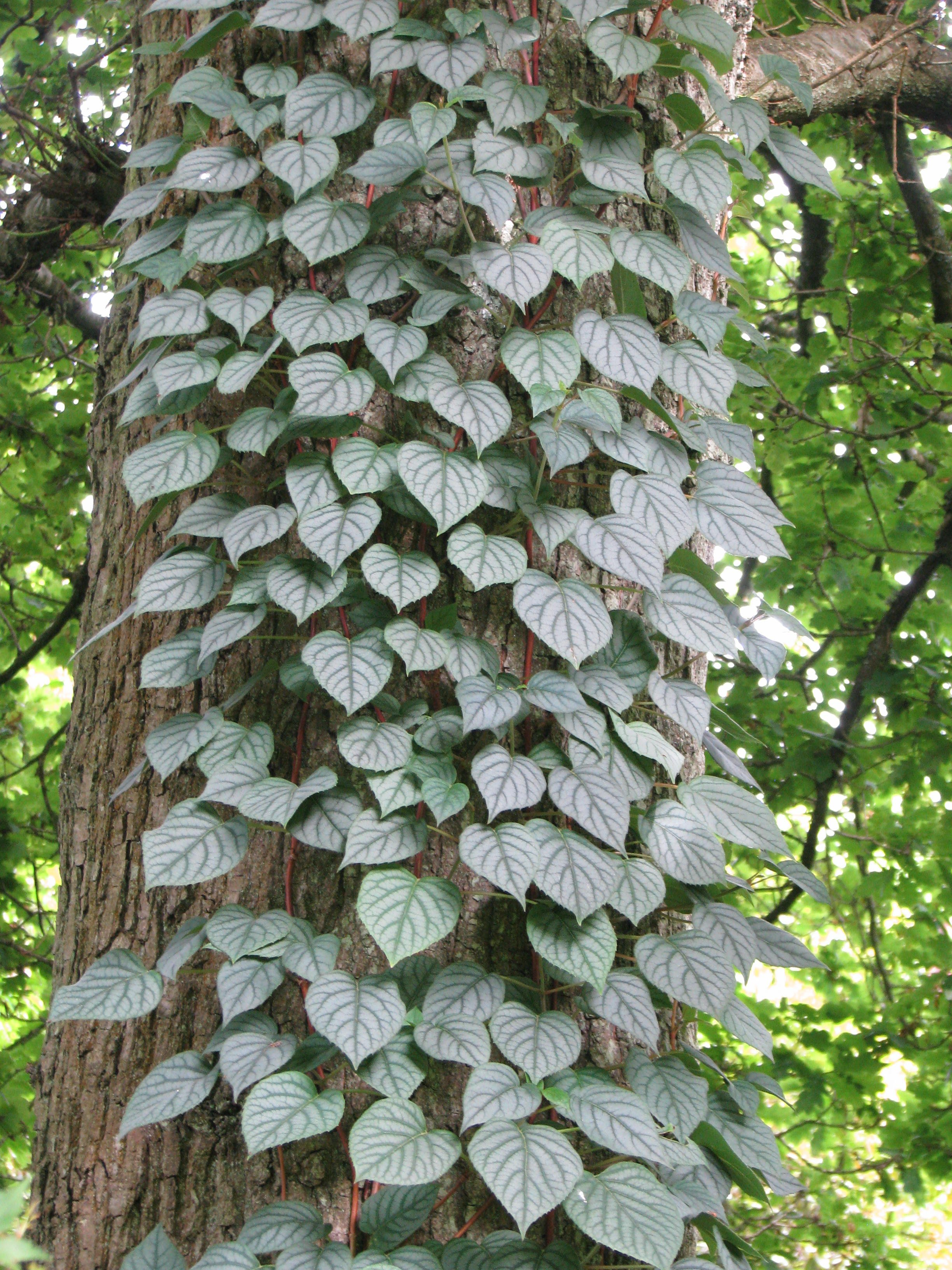
Unterfamilie Hydrangeoideae Tribus Hydrangeae: Habitus von Schizophragma hydrangeoides ‘Moonlight’

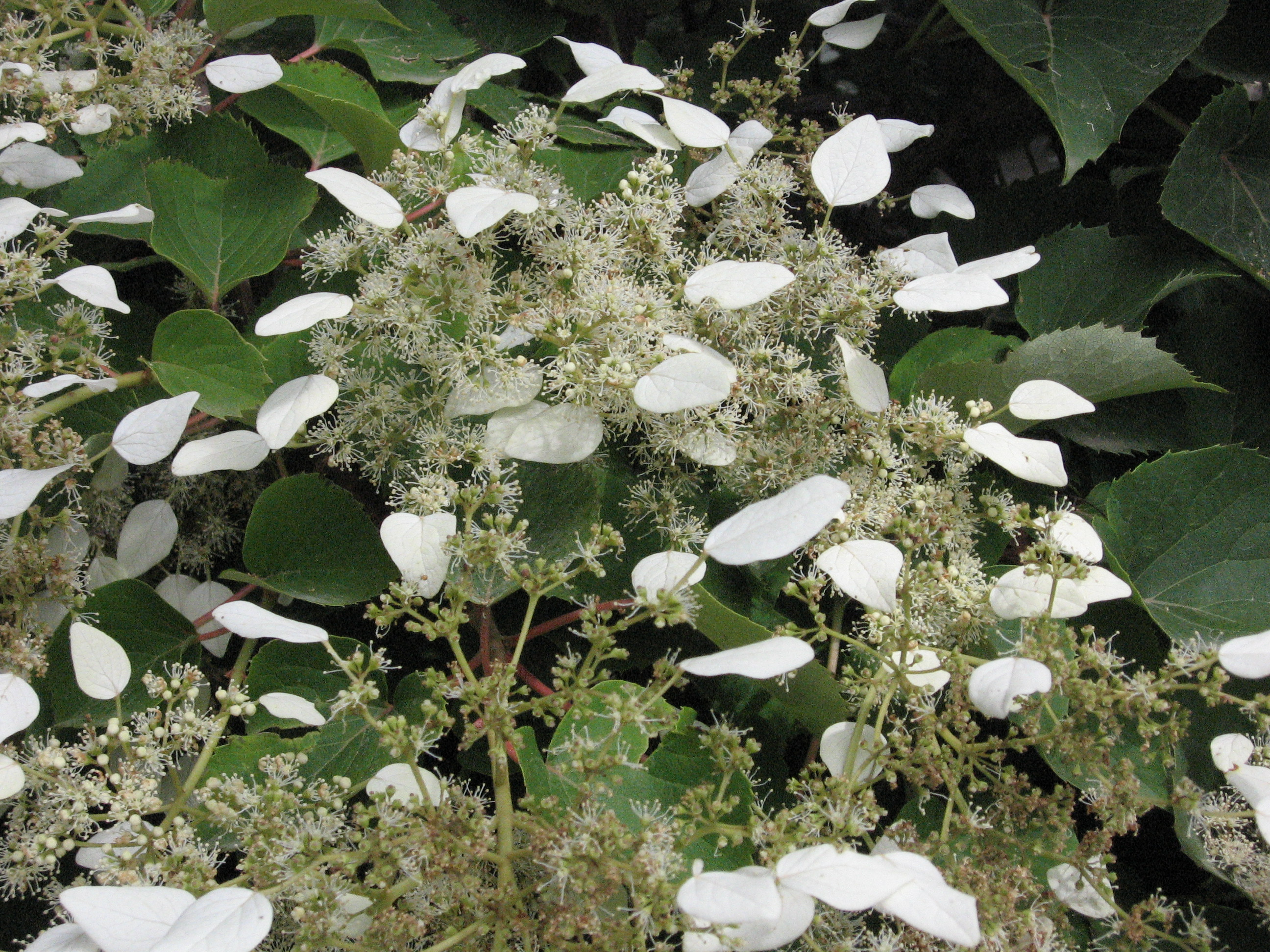
Unterfamilie Hydrangeoideae Tribus Hydrangeae: Blütenstände von Schizophragma hydrangeoides

### Blütenstände und Blüten
Die entweder zahlreichen und kleinen oder wenigen und großen Blüten stehen in end- oder seitenständigen, zymösen, gelegentlich in schirmrispigen, thyrsoiden oder rispigen Blütenständen zusammen. Es können Hochblätter (hier sind es Tragblätter = Brakteen) vorhanden sein.
Meist sind die Blüten zwittrig und diese sind alle radiärsymmetrisch. Selten die Blüten eingeschlechtig und dann sind die Arten zweihäusig getrenntgeschlechtig (diözisch). Bei einigen Arten finden sich sterile (unfruchtbare), zygomorphe Blüten, deren Kelchblätter auffällig und stark vergrößert sind. Es ist ein Blütenbecher (Hypanthium) vorhanden. Bei den an ihrer Basis verwachsenen oder freien vier bis zwölf Kelchblättern ist die Knospendeckung entweder klappig oder dachziegelig. Die vier bis zwölf Kronblätter sind entweder nur an ihrer Basis oder vollständig zu einem geschlossenen Deckel verwachsen (Kalyptra).
Es ist meist ein Nektardiskus vorhanden. Die 4 bis 200 Staubblätter sind in einem, zwei oder vielen Kreisen angeordnet. Die freien oder an ihrer Basis verwachsenen Staubfäden sind flach und entweder linealisch, ahlen- oder fadenförmig, gegabelte Enden können vorkommen. Die Staubbeutel sind an ihrem Ansatz mit den Staubfäden verbunden und öffnen sich mit einem Längsschlitz. Die zwei bis zwölf Fruchtblätter sind zu einem synkarpen, teilweise oder vollständig unterständigen, ein- bis zwölfkammerigen Fruchtknoten verwachsen. Jede Fruchtknotenkammer enthält 1 bis 50 anatrope Samenanlagen. Selten ist der Griffel einfach, meist sind zwei bis zwölf Griffeläste vorhanden.

### Früchte und Samen
Die 2 bis 350 Samen enthaltenden Früchte sind septizide oder lokulizide Kapselfrüchte oder selten Beeren. Die Samen sind höchstens 10 Millimeter groß.

## Paläobotanik
Über Hydrangeaceae liegen gute paläobotanische Berichte vor. Fossilfunde reichen bis in die obere Kreidezeit zurück und die meisten Funde gibt es aus dem Tertiär.

## Systematik und Verbreitung
Die Familie Hydrangeaceae wurde 1829 durch Barthélemy Charles Joseph Dumortier in Analyse des Familles de Plantes, S. 36 und 38 aufgestellt. Typusgattung ist Hydrangea Gronov. Synonyme für Hydrangeaceae Dumort. nom. cons. sind Hortensiaceae Martinov, Kirengeshomaceae Nakai und Philadelphaceae Martinov.
Die Hydrangeaceae wurden bisher als Familie mit verholzenden Arten nahe der Familie der Saxifragaceae eingeordnet. Phylogenetische Untersuchungen des 21. Jahrhunderts stellen die Hydrangeaceae in die Ordnung der Cornales als Schwestergruppe zur Familie der Loasaceae.
Das Verbreitungsgebiet der Hydrangeaceae reicht von den gemäßigten Breiten bis in die Subtropen. Die Arten kommen in der Neuen Welt, in Eurasien und auf Pazifischen Inseln vor. Ihre Hauptverbreitung haben sie in den nördlichen gemäßigten Breiten (Holarktis) und in den Subtropen. In der Neotropis kommen sie von Mexiko bis Chile vor, besonders in den Anden. In Nordamerika gibt es neun Gattungen mit etwa 25 Arten.
Die Familie der Hortensiengewächse (Hydrangeaceae) umfasst etwa 17 Gattungen mit rund 220 Arten und wird untergliedert in zwei Unterfamilien, die Unterfamilie Hydrangeoideae wiederum in zwei Tribus:
- Unterfamilie Jamesioideae Hufford:
  - Fendlera Engelm. & A.Gray: Die nur zwei Arten sind von den südwestlichen USA bis ins nördliche Mexiko verbreitet.[1]
  - Jamesia Torr. & A.Gray (Syn.: Edwinia A.Heller): Die etwa zwei Arten sind von den südwestlichen USA bis ins nördliche Mexiko verbreitet.[1]
- Unterfamilie Hydrangeoideae Burnett: Sie enthält zwei Tribus:
  - Tribus Philadelpheae DC. ex Duby: Sie enthält etwa sechs Gattungen:
    - Carpenteria Torr.: Sie enthält nur eine Art:
      - Carpenteria californica Torr.: Dieser Endemit kommt in Kalifornien nur in Fresno County vor.[1]

    - Deutzien (Deutzia Thunb., Syn.: Neodeutzia (Engl.) Small): Mit disjunktem Areal mit etwa 60 Arten in Mexiko und in Asien (besonders im Himalaya) sowie auf den Philippinen.
    - Fendlerella (Greene) A.Heller: Die etwa vier Arten sind von den südwestlichen sowie südlichen-zentralen USA bis ins nördliche Mexiko verbreitet.[1]
    - Kirengeshoma Yatabe: Die etwa zwei Arten sind in Ostasien verbreitet.
    - Pfeifensträucher (Philadelphus L.): Die 60 bis 71 Arten sind in der Neuen Welt und in Eurasien verbreitet.
    - Whipplea Torr.: Sie enthält nur eine Art:
      - Whipplea modesta Torr.: Sie gedeiht in Höhenlagen von meist 400 bis 1300 (30 bis 1700) Metern nur auf der Westseite des Kaskaden-Gebirge und der Küstenberge in den westlichen US-Bundesstaaten Kalifornien, Oregon sowie Washington.[1]

  - Tribus Hydrangeae DC.: Sie enthält etwa neun Gattungen:
    - Broussaisia Gaudich.: Sie enthält nur eine Art:
      - Broussaisia arguta Gaudich.: Sie kommt auf Hawaii vor.

    - Cardiandra Siebold & Zucc.: Die vier bis sechs Arten sind hauptsächlich im subtropischen östlichen Asien verbreitet.
    - Decumaria L.: Von den etwa zwei Arten kommt eine in den südöstlichen USA und eine in China vor.[1]
    - Scheinhortensien (Deinanthe Maxim.): Die etwa zwei Arten sind in Japan und China verbreitet.
    - Dichroa Lour.: Die 12 bis 13 Arten sind im östlichen Asien und vorgelagerten Inseln verbreitet.
    - Hortensien (Hydrangea Gronov., Syn.: Cornidia Ruiz & Pav., Hortensia Comm. ex Juss., Sarcostyles C.Presl ex DC.): Die etwa 29,[1] früher bis zu 80 Arten, sind hauptsächlich in Ost- und Südostasien, aber auch in der Neuen Welt verbreitet. Die Gattung Hydrangea s. l. wird in etwa acht Gattungen aufgegliedert (Y. De Smet et al. 2015).
    - Pileostegia Hook. f. & Thomson: Die nur zwei oder drei Arten kommen im östlichen Indien, in China und in Japan vor.[5]
    - Platycrater Siebold & Zucc.: Sie enthält nur eine Art:
      - Platycrater arguta Siebold & Zucc.: Sie kommt im warmgemäßigten China und Japan vor.[5]

    - Schizophragma Siebold & Zucc.: Die acht bis zehn Arten kommen alle in China vor, nur eine Art kommt auch in Japan und Korea vor.[5]

## Nachweise
- Die Familie der Hydrangeaceae bei der APWebsite. (Abschnitte Beschreibung, Verbreitung und Systematik)
- L. Hufford: Hydrangeaceae. In: Klaus Kubitzki (Hrsg.): The Families and Genera of Vascular Plants – Volume VI – Flowering Plants. Dicotyledons – Celastrales, Oxalidales, Rosales, Cornales, Ericales. Band 6. Springer Science & Business Media, 2004, ISBN 978-3-540-06512-8, S. 202–215 (Hydrangeaceae auf S. 202–215 in der Google-Buchsuche). (Abschnitte Verbreitung und Systematik)
- Craig C. Freeman: Hydrangeaceae Dumortier. – textgleich online wie gedrucktes Werk, In: Flora of North America Editorial Committee (Hrsg.): Flora of North America North of Mexico, Volume 12 – Magnoliophyta: Vitaceae to Garryaceae, Oxford University Press, New York und Oxford, 22. Dezember 2016, ISBN 978-0-19-064372-0. (Abschnitte Beschreibung, Verbreitung und Systematik)